# Tupolev Tu-75
Il Tupolev Tu-75 (in caratteri cirillici Туполев Ту-75) era un quadrimotore da trasporto tattico ad ala bassa progettato dall'OKB 156 diretto da Andrej Nikolaevič Tupolev e sviluppato in Unione Sovietica nella seconda parte degli anni quaranta.
Conversione del Tu-70 da trasporto civile, venne realizzato in un solo esemplare dopo la costruzione del quale il progetto venne abbandonato.

## Storia del progetto
Nel settembre 1946, l'ufficio di progettazione (OKB) N.156 iniziò lo sviluppo di una versione da trasporto militare derivata dal Tu-70 civile di linea, a sua volta derivato dal bombardiere strategico Tupolev Tu-4, quest'ultimo copia non autorizzata dello statunitense Boeing B-29 Superfortress.
L'autorizzazione a procedere venne confermata dal consiglio dei ministri sovietico in data 11 marzo 1947, con la richiesta di essere sottoposto a valutazione entro l'agosto 1948. Data la brevità del tempo concesso, per la sua costruzione venne fatto il massimo utilizzo delle componenti del Tu-70. Per la propulsione vennero scelti una versione migliorata dell'originale motorizzazione, lo Shvetsov ASh-73TKFN o TKNV dotati di iniezione. La fusoliera venne riprogettata in base alle nuove esigenze: la larghezza venne ridotta e venne introdotto un portellone posteriore di carico, una rampa di carico per veicoli e porte laterali che consentivano il lancio di paracadutisti. L'armamento difensivo, consistente in tre torrette in posizione dorsale, ventrale ed in coda, avrebbero dovuto essere adattate dal Tu-4, ma anche se previste non vennero montate sul prototipo. L'equipaggio consisteva in sei membri, tre cannonieri, un operatore radio, un navigatore e due piloti.
Il modello era destinato a tre diversi ruoli; trasporto tattico, trasporto di truppe aviolanciate e MEDEVAC. Nel primo ruolo è stato progettato per trasportare due semoventi ASU-76, due trattori d'artiglieria STZ NATI, sei o sette veicoli leggeri da ricognizione GAZ-67B o cannoni automatici da 85 mm senza i loro trattori, comunque qualsiasi combinazione di equipaggiamenti fino a 12 000 kg. Per facilitare il carico di merci venne montato un verricello sul soffitto della stiva con una capacità di 3 000 kg. Poteva trasportare 120 soldati, oppure 96 paracadutisti completamente equipaggiati, o 64 contenitori standard paracadutabili. Nella configurazione aeroambulanza poteva trasportare 31 barelle e quattro assistenti medici.
La costruzione del primo prototipo si protrasse a lungo e non fu terminata prima del novembre 1949, mentre il suo primo volo venne effettuato il 21 gennaio 1950. Il Tu-75 finì il ciclo di prove il maggio successivo ma Tupolev decise di non presentarlo alla commissione esaminatrice in quanto la Voenno-vozdušnye sily, l'aeronautica militare sovietica, aveva già deciso che sarebbe stato più conveniente fare affidamento sui suoi mezzi di trasporto esistenti e di modificare bombardieri Tu-4 nelle missioni di trasporto. Il prototipo venne quindi destinato al Ministerstvo Aviacionnoj Promyšlennosti (MAP), il ministero dell'industria aeronautica sovietica, che lo utilizzò fino all'ottobre 1954, quando venne perso a causa di un grave incidente.

## Utilizzatori
Unione Sovietica
- Ministerstvo Aviacionnoj Promyšlennosti (MAP)

Il MAP, ministero dell'industria aeronautica sovietica, lo utilizzò fino alla sua perdita per incidente, nell'ottobre 1954.